# Хилл, Пол
Пол Дже́ннингс Хилл (6 февраля 1954, Майами, США — 3 сентября 2003, Пенсакола, США) — американский убийца, радикальный противник абортов, убивший доктора Джона Бриттона и его охранника Джеймса Барретта. Он был первым человеком, осуждённым в США за убийство доктора, делающего аборты.

## Ранние годы

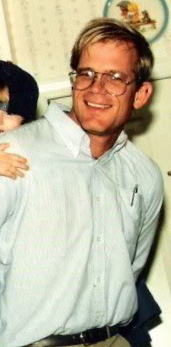
Хилл в 1993.

Пол Хилл родился в Майами в штате Флорида 6 февраля 1954 года. Вырос в Корал-Гейблс. В 1973 году родители отправили его в военную школу, вскоре после этого Хилл обратился в пресвитерианство. Вскоре в том же году он поступил в колледж Белхэвена. Там Хилл встретил свою будущую жену Карен Демут.

## Карьера
Хилл окончил колледж Белхэвена и Реформированную теологическую семинарию. В 1984 Пол Хилл был рукоположен и стал священником Ортодоксальной пресвитерианской церкви и Пресвитерианской церкви в Америке.
Был отлучён от церкви в 1993 году после ряда выступлений на телевидении, в которых он назвал себя новым национальным представителем борцов с абортами и заявил, что связан с Армией Бога.

## Убийство
29 июля 1994 года Хилл пришёл в клинику, делающую аборты, которая была расположена в Пенсаколе. Увидев на улице доктора Джона Бриттона и его охранника Джеймса Барретта, он обстрелял их с близкого расстояния из дробовика. Барретт и Бриттон погибли, кроме того была ранена жена Джеймса Барретта. После этого Хилл положил оружие на землю и стал ждать ареста.
6 декабря 1994 года суд приговорил его к смертной казни путём введения смертельной инъекции. Распоряжение о приведении в исполнение приговора был подписано через 9 лет губернатором Флориды Джебом Бушем.
Перед казнью Хилл заявил, что ни в чём не раскаивается и, что он ожидает «большую награду на Небесах». Он написал манифест, который его сторонники опубликовали после смерти Хилла. Манифест Пола Хилла и его обращение к присяжным, признавшим его виновным, подражают словам Джона Брауна, который боролся с рабством путём партизанской борьбы.
В своём последнем слове Хилл призвал людей, которые считают аборты незаконными «делать то, что нужно, чтобы остановить их».
Был казнён в тюрьме штата Флорида 3 сентября 2003 года путём введения смертельной инъекции.